# Liorhina setosa
Liorhina setosa är en insektsart som beskrevs av Hamilton 1980. Liorhina setosa ingår i släktet Liorhina och familjen spottstritar. Inga underarter finns listade i Catalogue of Life.